# 2017 في سلوفينيا
فيما يلي قوائم الأحداث التي وقعت خلال عام 2017 في سلوفينيا.

## أحداث
- 1 ديسمبر – الانتخابات الرئاسية السلوفينية 2017

## رياضة
- 26 فبراير – جي بي إيزولا 2017 الفائزون ماركو كمب، Matej Mugerli [الإنجليزية]‏، فيليبو فورتين.
- 2 أبريل – جي بي أدريا موبيل 2017 الفائزون Antonino Parrinello [الإنجليزية]‏، Stanislau Bazhkou [الإنجليزية]‏، Nicola Gaffurini [الإنجليزية]‏.

## وفيات

### سبتمبر
- 28 سبتمبر – زيليكو بيروسيتش (مواليد 1936) لاعب كرة قدم.